# Västlig tragopan
Västlig tragopan (Tragopan melanocephalus) är en mycket skygg asiatisk hönsfågel i familjen fasanfåglar. Fågeln förekommer i bergstrakter från norra Pakistan till nordvästra Indien. Den är fåtalig och minskar i antal på grund av habitatförlust. IUCN kategoriserar den som sårbar.

## Kännetecken

### Utseende
Västlig tragopan är en typisk tragopan med stor storleksskillnad mellan könen (hanen 68-73 cm, honan 60 cm). Hanen har orange strupe, röd nacke tillika röd bar hud i ansiktet samt svartaktig undersida översållad av vita prickar. Honan är övervägande gråbrun. Liknande satyrtragopanen (T. satyra) som den överlappar med i ett litet område i sydost har den blå bar hud i ansiktet samt röd grundfärg på undersidan, medan honan har rödbrun anstrykning, framför allt på undersidan.

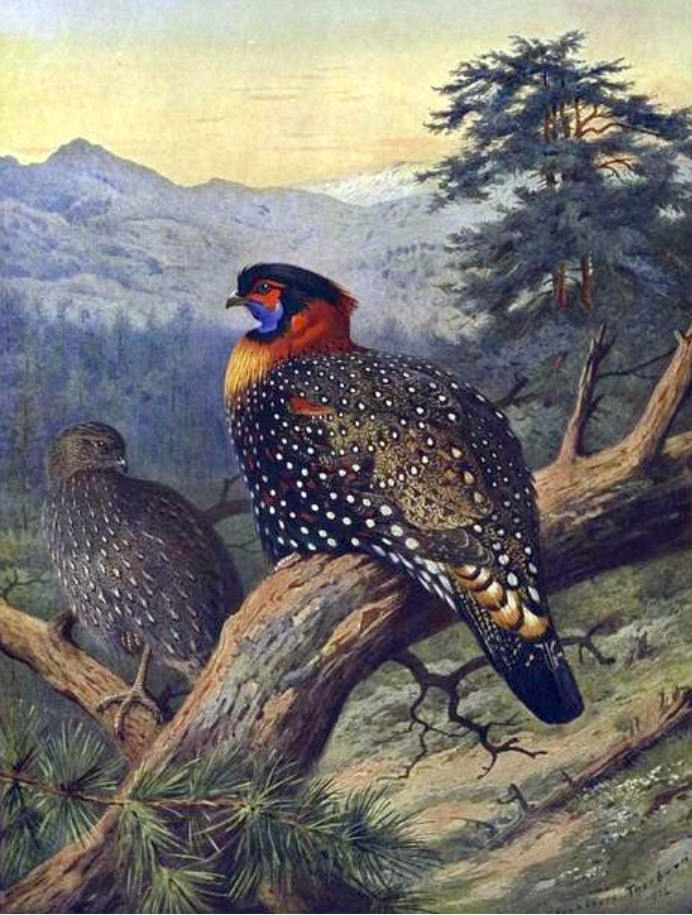

### Läte
Revirlätet är ett nasalt ylande som i engelsk litteratur återges som "khuwaah", upprepat sju till 15 gånger. När den upprörs hörs ett abrupt "waa waa waa".

## Utbredning och systematik
Västlig tragopan förekommer lokalt i nordvästra Himalaya från norra Pakistan (distriktet Indus–Kohistan) till nordvästra Indien österut till Uttarakhand (Garhwal), möjligen även vidare österut till Kumaon och angränsande sydvästra Tibet. Den behandlas som monotypisk, det vill säga att den inte delas in i några underarter.

## Levnadssätt
Under häckningstid (april till juni) bebor västlig tragopan ostörda tempererade barr- och lövskogar från 2400 till 3600 meters höjd. Vintertid rör den sig mycket lokalt till gräs- och buskrika raviner med mindre snötäcke på lägre höjd (1750-3000 meter över havet). Mycket litet är känt om både dess föda och häckningsbiologi, bland annat på grund av att den är mycket skygg och vaksam. Den tros dock vara huvudsakligen vegetarian och ett bo med sex ägg har hittats, tre meter upp i ett trädhål.

## Status och hot

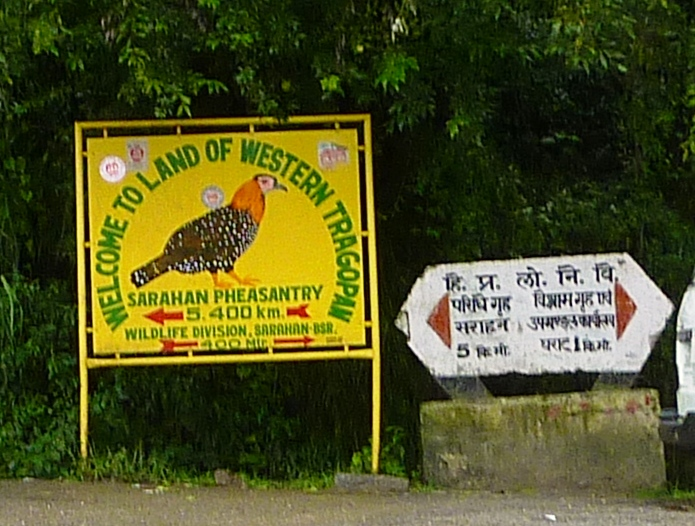

Västlig tragopan har en liten och fragmenterad population på endast uppskattningsvis 3 300 vuxna individer. Den minskar också i antal till följd av habitatförlust. Internationella naturvårdsunionen IUCN kategoriserar den därför som sårbar. På senare tid har den dock upptäckts på ett antal nya lokaler, vilket tyder på att världspopulationen är större än man tidigare trott.